# مخضرة (دفيئة)

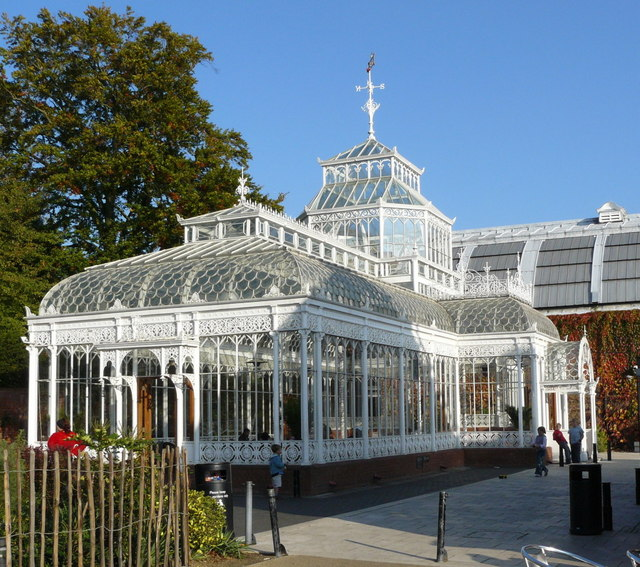
مخضرة تقليدية في متحف هُرنِمان بلندن تُستخدم الآن مقهى.

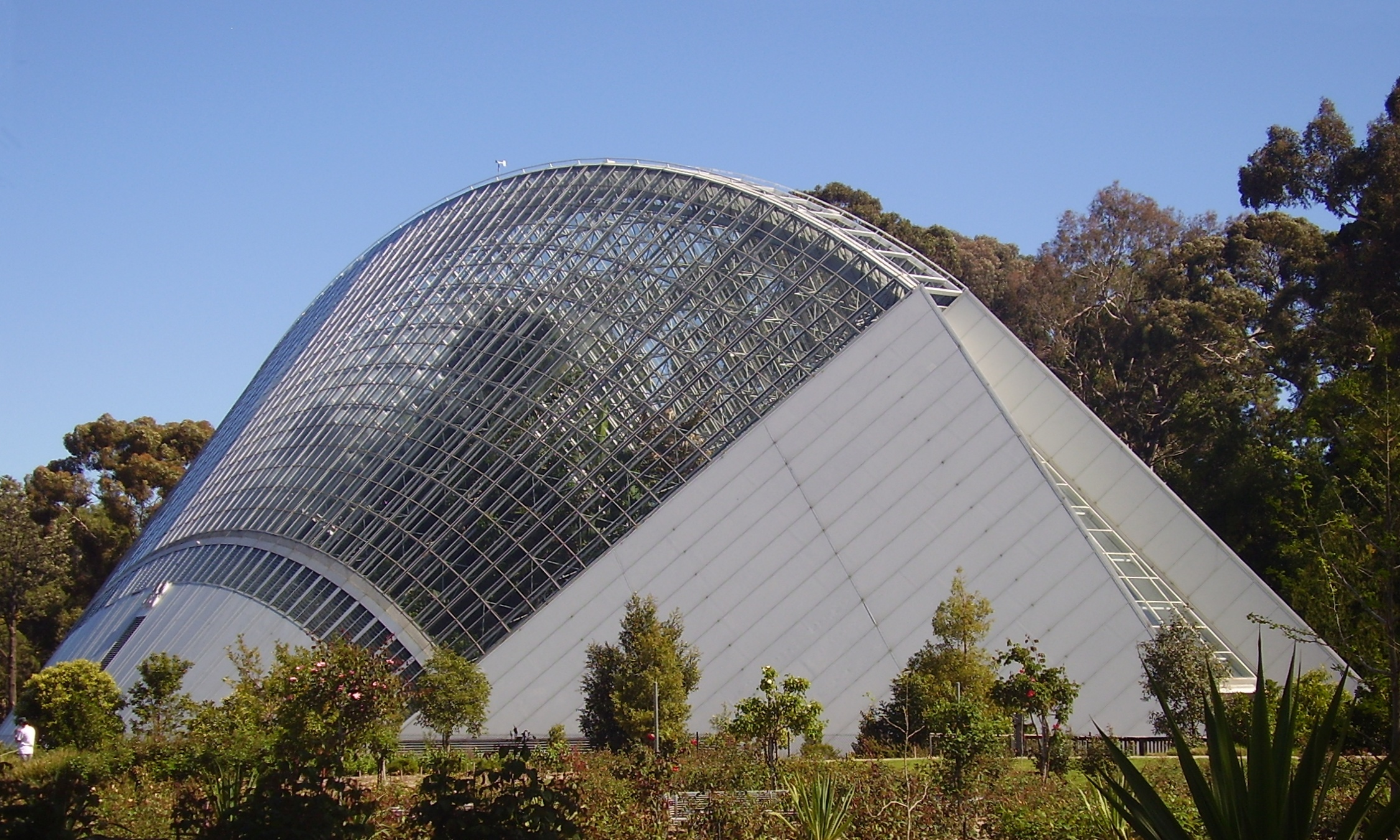
مخضرة حديثة

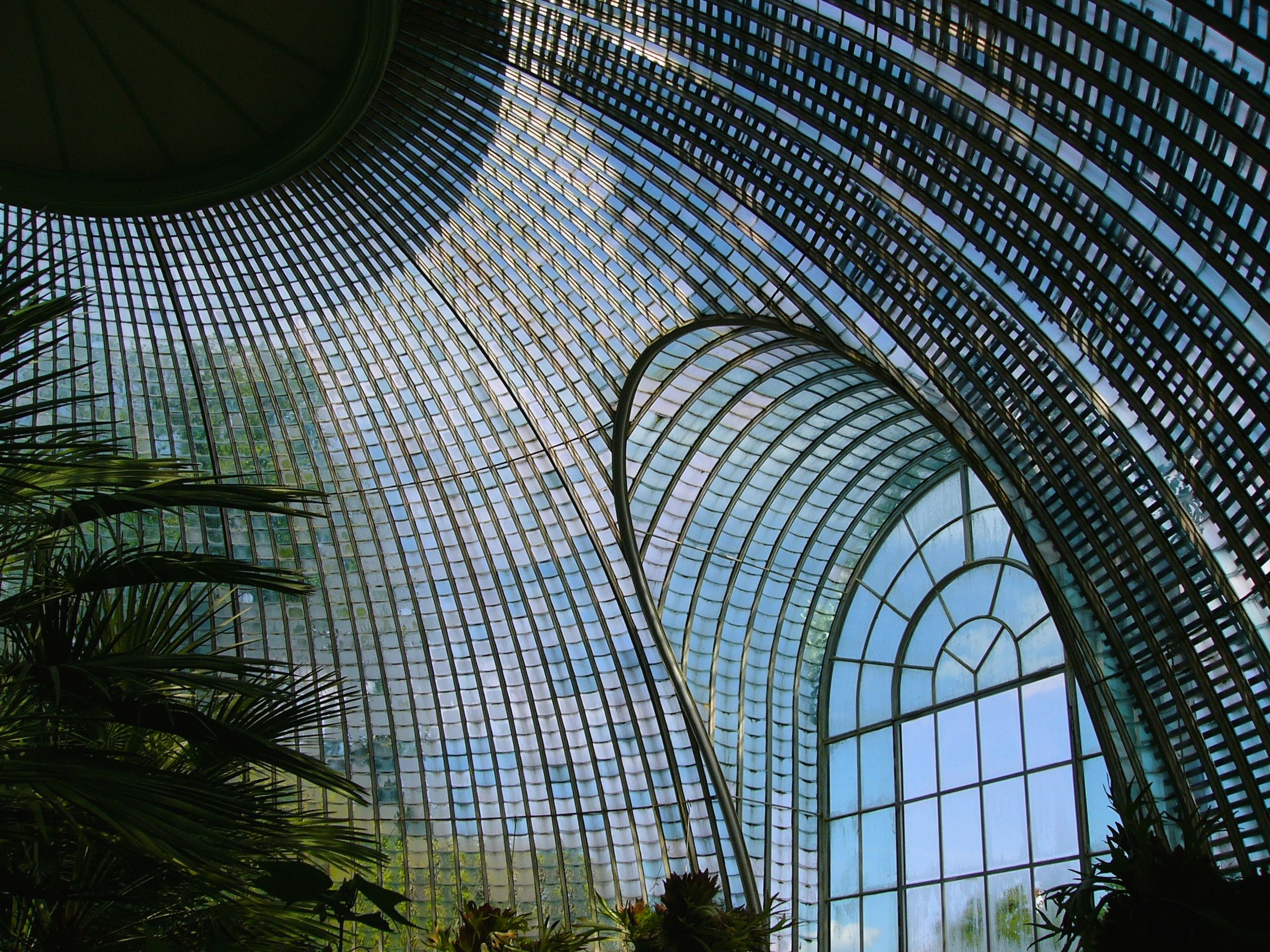
مخضرة في جمهورية التشيك

المَخْضَرة هي مبنى أو غرفة بها أسقف وجدران زجاجية أو شفافة تستخدم دفيئة زراعية أو غرفة زجاجية عادةً ما يشير إلى مساحة مرتبطة بمبنى تقليدي مثل المنزل خاصة في المملكة المتحدة. قد تشير في أماكن أخرى إلى مبنى كبير قائم بذاته بجدران زجاجية في حديقة نباتية أو منتزه ، يُطلق عليه أحيانًا اسم بيت النخيل إذا كان طويلاً بما يكفي للأشجار. أصبحت مخضرات البلدية شائعة في أوائل القرن التاسع عشر.